# Hopewell (Pensilvânia)
Hopewell é um distrito localizado no estado norte-americano de Pensilvânia, no Condado de Bedford.

## Demografia
Segundo o censo norte-americano de 2000, a sua população era de 222 habitantes.
Em 2006, foi estimada uma população de 212, um decréscimo de 10 (-4.5%).

## Geografia
De acordo com o United States Census Bureau tem uma área de
0,3 km², dos quais 0,3 km² cobertos por terra e 0,0 km² cobertos por água. Hopewell localiza-se a aproximadamente 255 m acima do nível do mar.

## Localidades na vizinhança
O diagrama seguinte representa as localidades num raio de 16 km ao redor de Hopewell.